# Mleczaj płowy

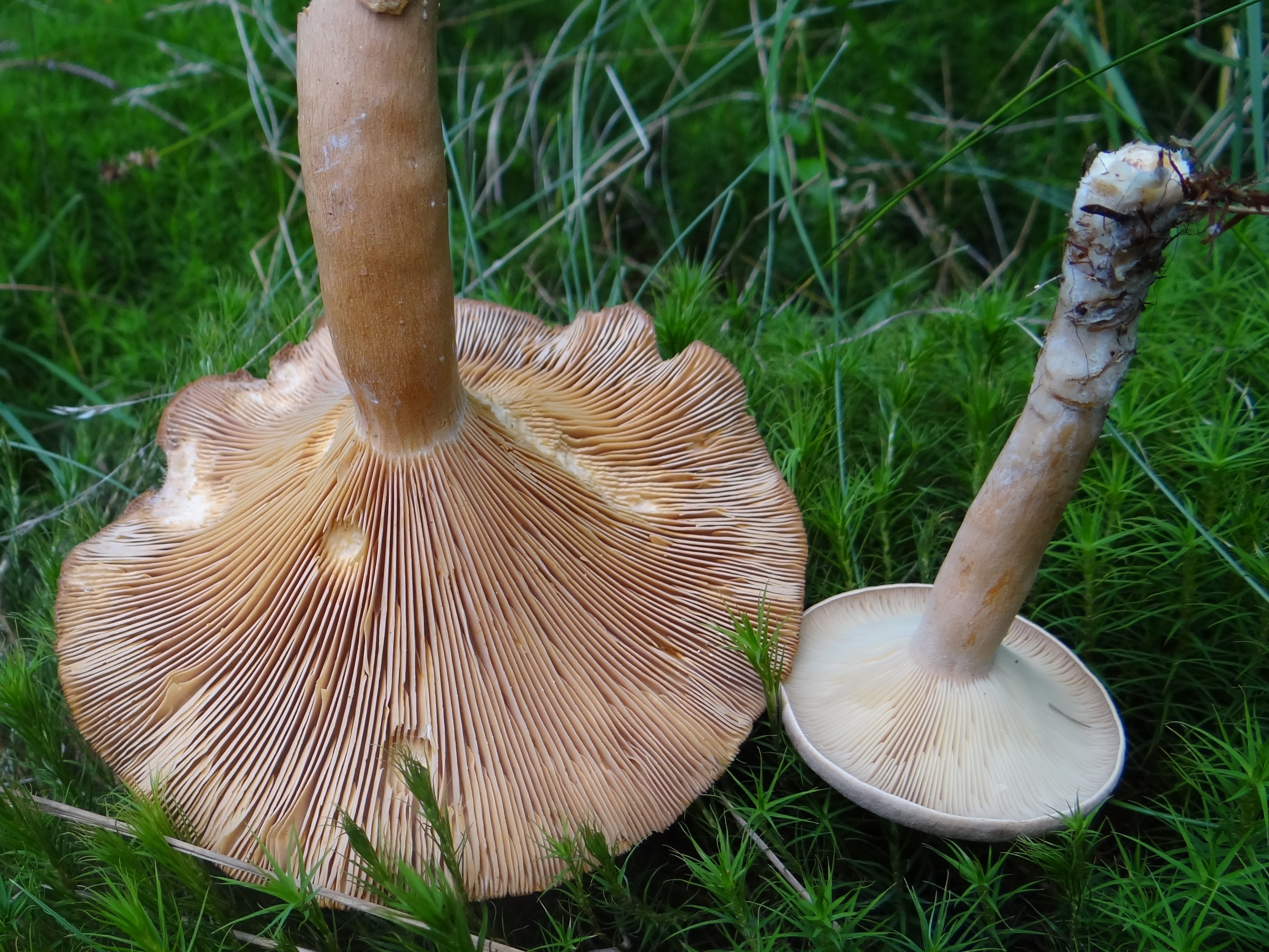

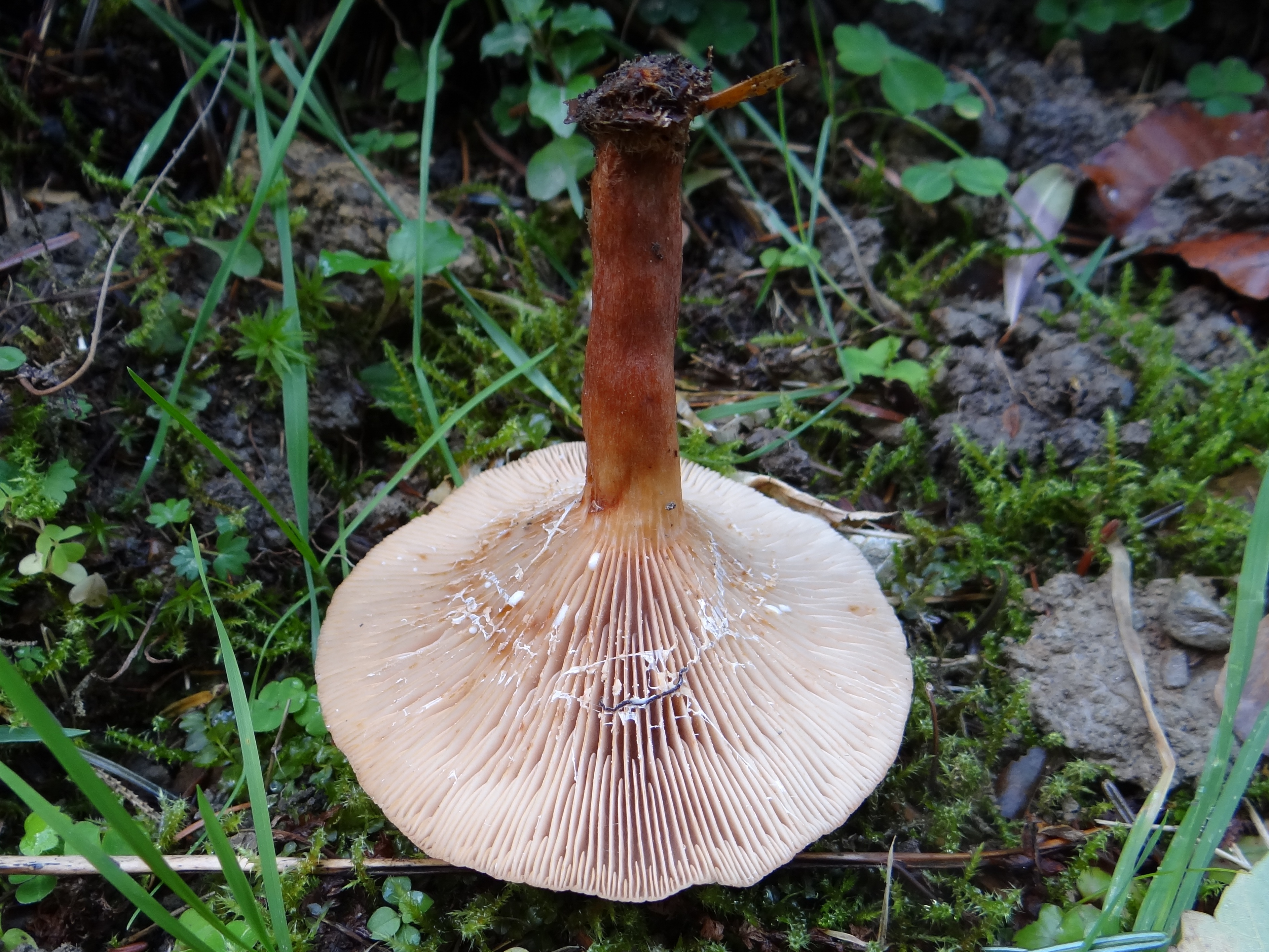

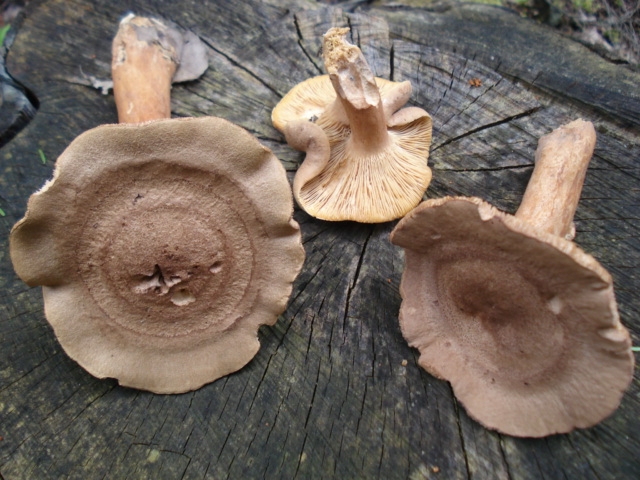

Mleczaj płowy (Lactarius helvus (Fr.) Fr.) – gatunek grzybów należący do rodziny gołąbkowatych (Russulaceae).

## Systematyka i nazewnictwo
Pozycja w klasyfikacji według Index Fungorum: Lactarius, Russulaceae, Russulales, Incertae sedis, Agaricomycetes, Agaricomycotina, Basidiomycota, Fungi.
Po raz pierwszy takson ten zdiagnozował w 1821 r. Elias Fries nadając mu nazwę Agaricus helvus. Obecną, uznaną przez Index Fungorum nazwę nadał mu w 1838 r. ten sam autor, przenosząc go do rodzaju Lactarius. Niektóre synonimy:

- Agaricus helvus Fr. 1821
- Agaricus tomentosus Krombh. 1841
- Galorrheus helvus (Fr.) P. Kumm. 1871
- Lactarius helvus var. albidus Bon & Hauskn. 1989
- Lactarius helvus var. helvus (Fr.) Fr. 1838
- Lactarius aquifluus Peck 1875
- Lactarius helvus var. aquifluus (Peck) Peck 1885
- Lactarius tomentosus (Krombh.) Cooke 1883
- Lactifluus aquifluus (Peck) Kuntze 1891
- Lactifluus helvus (Fr.) Kuntze 1891

Nazwę polską podała Alina Skirgiełło w 1998 r.

## Morfologia
Kapelusz
Średnica od 5 do 15 cm, kształt początkowo płasko-wypukły, później płaski z szerokim wgłębieniem, czasami z niskim garbkiem. Brzeg podwinięty, rozprostowuje się powoli i nie do końca, pozostaje zazwyczaj lekko podgięty. Powierzchnia gładka, sucha i matowa. Podczas suchej pogody staje się czasami ziarenkowata, a u starszych okazów nawet pęka na poletka. Skórki nie daje się ściągnąć. Jest jednolicie ubarwiona, bez pręgowania; podczas suchej pogody jest ochroworóżowa lub płoworóżowa, nawet z fioletowym odcieniem, podczas wilgotnej z odcieniem rdzawym lub pomarańczowym.
Blaszki
Gęste, z międzyblaszkami, czasami u trzony rozwidlone i tworzące anastomozy. Zarówno przy brzegu, jak i przy trzonie są ostre. Początkowo są białożółtawe, później ochrowożółte z cytrynowym lub szarym odcieniem.
Trzon
Wysokość 4–13 cm, grubość 0,5–4 cm, kształt walcowaty. Początkowo pełny, później pusty. Powierzchnia gładka, czasami wełnista, a w szczytowej części ziarenkowato-kosmata. Jest nieco jaśniejsza niż na kapeluszu: czerwonoochrowa lub żółtoczerwonawa.
Miąższ
Dość gruby, nieco kruchy, ochroworudawy, czasami występuje w nim wąska i wodnista pręga nad blaszkami. Zapach podobny do cykorii lub lubczyku (maggi). Smak łagodny, korzenny.
Mleczko
Wypływa słabo, a ze starszych okazów wcale. Jest niemal wodniste. W smaku jest łagodne, jednak ma gorzkawy posmak i korzenny aromat.
Cechy mikroskopowe
Wysyp zarodników kremowy. Zarodniki owalne, o rozmiarach 6,5–9 × 7–9 µm. Powierzchnia pokryta małymi brodawkami połączonymi siateczką cienkich łączników. Podstawki o rozmiarach 40–50 × 9–10,5 µm. Nieliczne cystydy występują głównie na ostrzu blaszek.
Gatunki podobne
- Mleczaj kamforowy (Lactarius camphoratus), o podobnym zapachu[5].

## Występowanie i siedlisko
Występuje w Ameryce Północnej, Europie, Azji, Australii i na Nowej Zelandii. W Europie jest szeroko rozprzestrzeniony. W Polsce jest pospolity. W Tatrach występuje do wysokości 1200 m.
Naziemny grzyb mykoryzowy. Rośnie od czerwca do października w lasach liściastych i iglastych, na kwaśnych glebach, na torfowiskach, wśród torfowców; częsty.

## Znaczenie
Grzyb lekko trujący: zjedzony w większej ilości powoduje mdłości, biegunkę i wymioty; zjedzenie pojedynczych okazów w zmieszaniu z innymi grzybami nie jest niebezpieczne. Suszony i zmielony jest dobrym grzybem przyprawowym.